# Monotrete
Monotrete is een geslacht van straalvinnige vissen uit de familie van de kogelvissen (Tetraodontidae).

## Soorten
- Monotrete cochinchinensis (Steindachner, 1866)
- Monotrete ocellaris (Klausewitz, 1957)